# (4287) Třísov
(4287) Třĭsov ist ein Hauptgürtelasteroid, der am 7. September 1989 von Antonín Mrkos vom Kleť-Observatorium aus entdeckt wurde.
Der Asteroid wurde nach dem tschechischen Dorf Třísov (Gemeinde Holubov) benannt, das nordöstlich vom Kleť liegt.